# Baltiska järnvägen
Baltiska järnvägen kallas den järnvägslinje som öppnades 1870 mellan Sankt Petersburg och Paldiski (dåvarande Baltischport).